# برودي شابمان
برودي شابمان (بالإنجليزية: Brodie Chapman)‏ هي دراجة أسترالية، ولدت في 9 أبريل 1991.

## وصلات خارجية
- برودي شابمان على موقع الاتحاد الدولي للدراجات (الإنجليزية)
- برودي شابمان على موقع أرشيف الدراجات (الإنجليزية)
- برودي شابمان على موقع إحصائيات الدراجات الإحترافية (الإنجليزية)
- برودي شابمان على موقع نسبة الدراجات (الإنجليزية)